# Franz Schubert
Franz Peter Schubert (31. ledna 1797 Himmelpfortgrund – 19. listopadu 1828 Vídeň) byl rakouský hudební skladatel pozdního klasicismu a raného romantismu. Navzdory nedlouhému životu po sobě zanechal rozsáhlé dílo, zahrnující více než 600 světských vokálních děl (převážně písní), sedm kompletních symfonií, duchovní hudbu, opery, scénickou hudbu a velké množství klavírní a komorní hudby. Mezi jeho významná díla patří píseň Král duchů na Goethův text, klavírní kvintet A dur (kvintet Pstruh), symfonie č. 8 h moll (Nedokončená), „Velká“ symfonie č. 9 C dur, smyčcový kvintet, tři poslední klavírní sonáty, opera Fierrabras, scénická hudba ke hře Rosamunde a písňové cykly Krásná mlynářka a Zimní cesta.
Franz Schubert se narodil na vídeňském předměstí Himmelpfortgrund a již od útlého věku projevoval neobyčejné hudební nadání. Jeho otec mu dával první lekce hry na housle a starší bratr jej učil hře na klavír, malý Franz však brzy překonal jejich schopnosti. V roce 1808, v jedenácti letech, se stal žákem školy Stadtkonvikt, kde se seznámil s orchestrální hudbou Haydna, Mozarta a Beethovena. Koncem roku 1813 opustil Stadtkonvikt a vrátil se domů k otci, kde začal studovat na učitele. Přesto pokračoval ve studiu skladby u Antonia Salieriho a stále plodně komponoval. V roce 1821 byl přijat do Gesellschaft der Musikfreunde jako účinkující člen, což mu pomohlo dostat se do povědomí vídeňské hudební veřejnosti. V březnu 1828 uspořádal svůj jediný koncert z vlastních skladeb, kritika jej přijala příznivě. Zemřel o osm měsíců později ve věku 31 let, oficiálně na tyfus, někteří historici se však domnívají, že šlo o syfilis.
Ocenění Schubertovy hudby se za jeho života omezovalo pouze na poměrně úzký okruh vídeňských obdivovatelů. V desetiletích následujících po Schubertově smrti však zájem o jeho dílo výrazně vzrostl. Jeho díla objevili a propagovali Felix Mendelssohn, Robert Schumann, Franz Liszt, Johannes Brahms a další skladatelé 19. století. Dnes je Schubert řazen mezi největší skladatele klasické hudby a obliba jeho hudby stále přetrvává.

## Život

### Raný život a vzdělání
Franz Peter Schubert se narodil v tehdejší samostatné obci Himmelpfortgrund (dnes součást vídeňského městského okresu Alsergrund) 31. ledna 1797 a následujícího dne byl pokřtěn v tamním katolickém kostele. Byl dvanáctým dítětem Franze Theodora Floriana Schuberta (1763–1830) a Marie Elisabeth Kathariny Vietzové (1756–1812). Schubertovi rodiče pocházeli z Rakouského Slezska a jednalo se o Slezské Němce.
Otec pocházel z rolnické rodiny z vesničky Neudorf (nyní Vysoká – část obce Malá Morava v okrese Šumperk). Studoval na bývalém jezuitském gymnáziu v Brně, absolvoval v roce 1778. Pravděpodobně ještě téhož roku odešel do Vídně, kde již žil jeho starší bratr Karl Alois. Vypomáhal zde v bratrově škole a vystudoval učitelský kurz v klášteře Sv. Anny. Roku 1783 absolvoval jeden semestr filozofie. Původně zcela nemajetný, svou pracovitostí a zodpovědností dosáhl jistého společenského postavení jako farní učitel v Lichtentalu, podařilo se mu také zakoupit dům pro svou rodinu.
Franzova matka Elisabeth byla dcerou slezského kováře a zámečnického mistra ze Zuckmantelu (dnešní Zlaté Hory). Její otec zchudl a dopustil se zpronevěry cechovních peněz. Byl odhalen a musel s rodinou uprchnout do Vídně, aby se vyhnul obvinění. Brzy poté, roku 1772, zemřel a jeho tři děti zůstaly sirotky. Šestnáctiletá Elisabeth začala pracovat jako služka a kuchařka.
Franz Theodor Schubert a Marie Elisabeth Vietzová uzavřeli manželství v roce 1785. Z jejich čtrnácti dětí (jedno z nich nemanželské, narozené roku 1783), devět zemřelo v dětském věku.

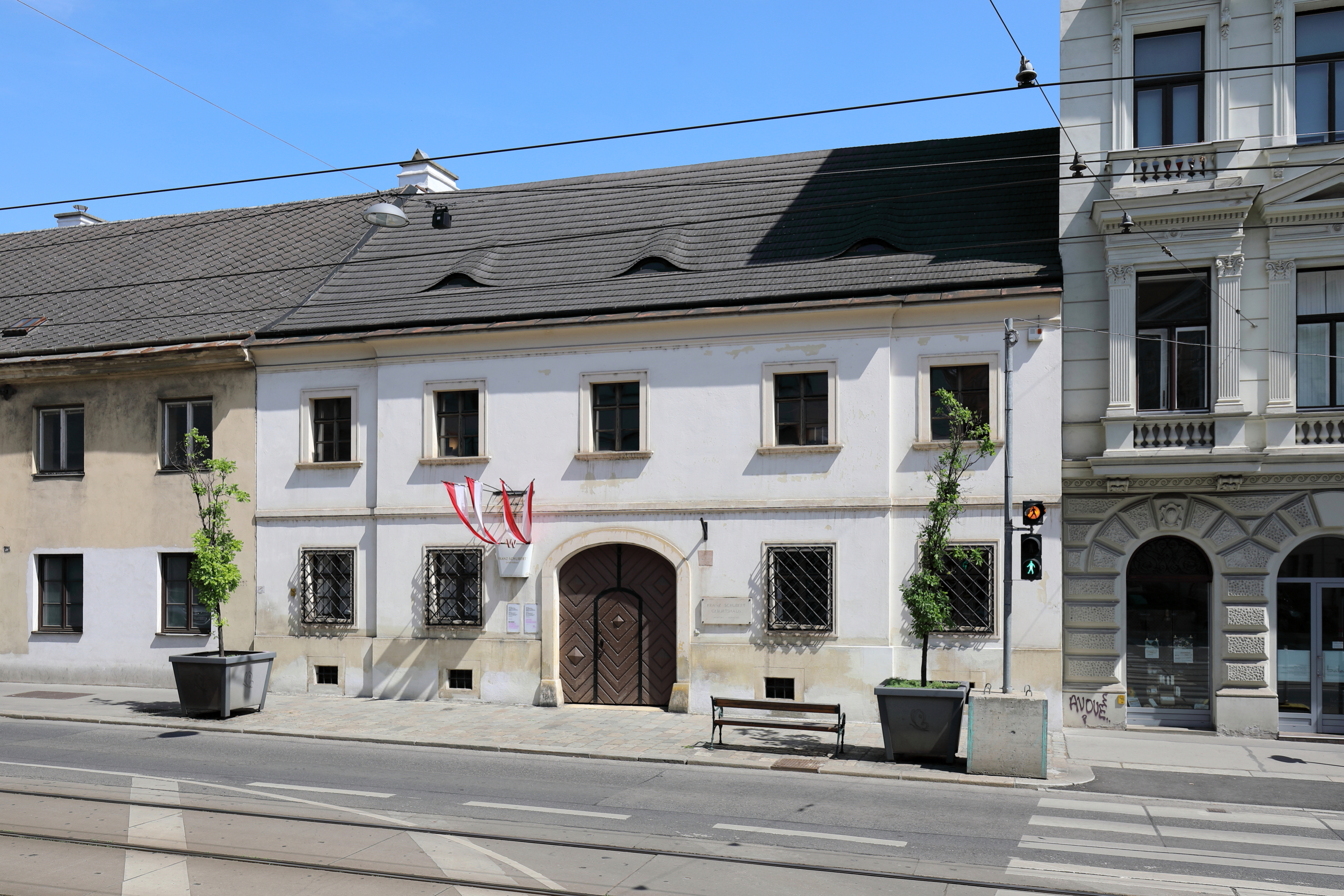
Schubertův rodný dům, dnes Nußdorfer Straße 54

V pěti letech začal mladý Franz dostávat pravidelné lekce od svého otce a o rok později byl zapsán do otcovy školy. Ačkoli není přesně známo, kdy se mu dostalo první hudební výuky, hodiny klavíru mu dával bratr Ignaz, ale trvaly velmi krátce, protože Franz ho během několika měsíců překonal. Ignaz později vzpomínal:
| „ | Byl jsem ohromen, když mi Franz několik měsíců poté, co jsme začali, řekl, že ode mne nepotřebuje žádné další lekce a že nadále půjde svou vlastní cestou. A po pravdě řečeno, jeho pokroky v krátké době byly tak velké, že jsem v něm musel uznat mistra, který se mi zcela vzdálil a vymanil se mi z dosahu, a kterého jsem se marně snažil předstihnout. | “ |

První lekce hry na housle mu otec poskytl v osmi letech a vycvičil ho do té míry, že dokázal zdatně hrát jednoduché duety. Brzy poté Schubertovi poskytl první lekce mimo rodinu Michael Holzer, varhaník a regenschori místního farního kostela v Lichtentalu. Holzer často se slzami v očích ujišťoval Schubertova otce, že nikdy neměl takového žáka, jako je Franz, a lekce možná z velké části spočívaly v rozhovorech a projevech obdivu. Holzer mladého Schuberta vyučoval hře na klavír a varhany a také technice generálbasu. Podle Holzerových slov mu však nedával žádné skutečné pokyny, protože mladík již uměl vše, co se ho snažil naučit; spíše na něj pohlížel „s němým údivem“. Zdá se, že chlapci více pomohlo navázání přátelství s truhlářským učněm, který jej pouštěl do sousedního skladiště klavírů, kde mohl cvičit na lepších nástrojích. Hrál také na violu v rodinném smyčcovém kvartetu, kde jeho bratři Ferdinand a Ignaz hráli na první a druhé housle a otec na violoncello. Pro tuto sestavu napsal Schubert své první smyčcové kvartety.

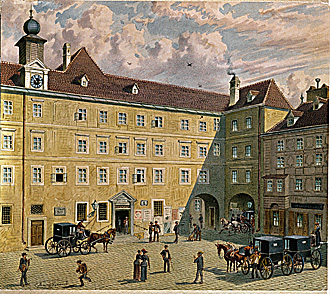
Stadtkonvikt ve Vídni, malba Franze Gerasche

V roce 1804 se mladý Schubert jako talentovaný zpěvák poprvé dostal do povědomí Antonia Salieriho, tehdejší přední vídeňské hudební autority. V listopadu 1808 se díky sborovému stipendiu stal žákem císařského semináře (Stadtkonvikt). Ve Stadtkonviktu se seznámil s předehrami a symfoniemi Mozarta, symfoniemi Josepha Haydna a jeho mladšího bratra Michaela Haydna a předehrami a symfoniemi Beethovena, skladatele, kterého začal obdivovat. Studium těchto a dalších děl spolu s příležitostnými návštěvami opery vytvořilo základ jeho širšího hudebního vzdělání. Důležitý vliv na něj měly písně Johanna Rudolfa Zumsteega, významného skladatele tohoto žánru. Jak uvádí Schubertův přítel Joseph von Spaun, předčasně vyspělý mladý student chtěl Zumsteegovy písně „modernizovat“. Schubertovo přátelství se Spaunem začalo ve Stadtkonviktu a přetrvalo po celý jeho krátký život. Finančně zajištěný Spaun v těchto raných dobách poskytoval chudému Schubertovi velkou část notového papíru.
Mezitím se v Schubertových skladbách začala projevovat jeho genialita; Salieri se rozhodl začít ho soukromě vzdělávat v hudební teorii a dokonce i v kompozici. Podle Ferdinanda byla chlapcovou první skladbou pro klavír Fantazie pro čtyři ruce; jeho první píseň, Klagegesang der Hagar, měla vzniknout o rok později. Schubertovi bylo příležitostně dovoleno vést orchestr Stadtkonviktu, a byl to první orchestr, pro který psal. Většinu zbývajícího času stráveného ve Stadtkonviktu věnoval komponování komorní hudby, několika písní, klavírních skladeb a ambicióznějších liturgických sborových děl v podobě "Salve Regina" (D. 27), "Kyrie" (D. 31), dále nedokončeného dechového oktetu F dur (D. 72, údajně na památku smrti své matky v roce 1812), kantáty Wer ist groß? pro mužské hlasy a orchestr (k otcovým narozeninám v roce 1813) a své první symfonie (D. 82).

### Učitelem na otcově škole

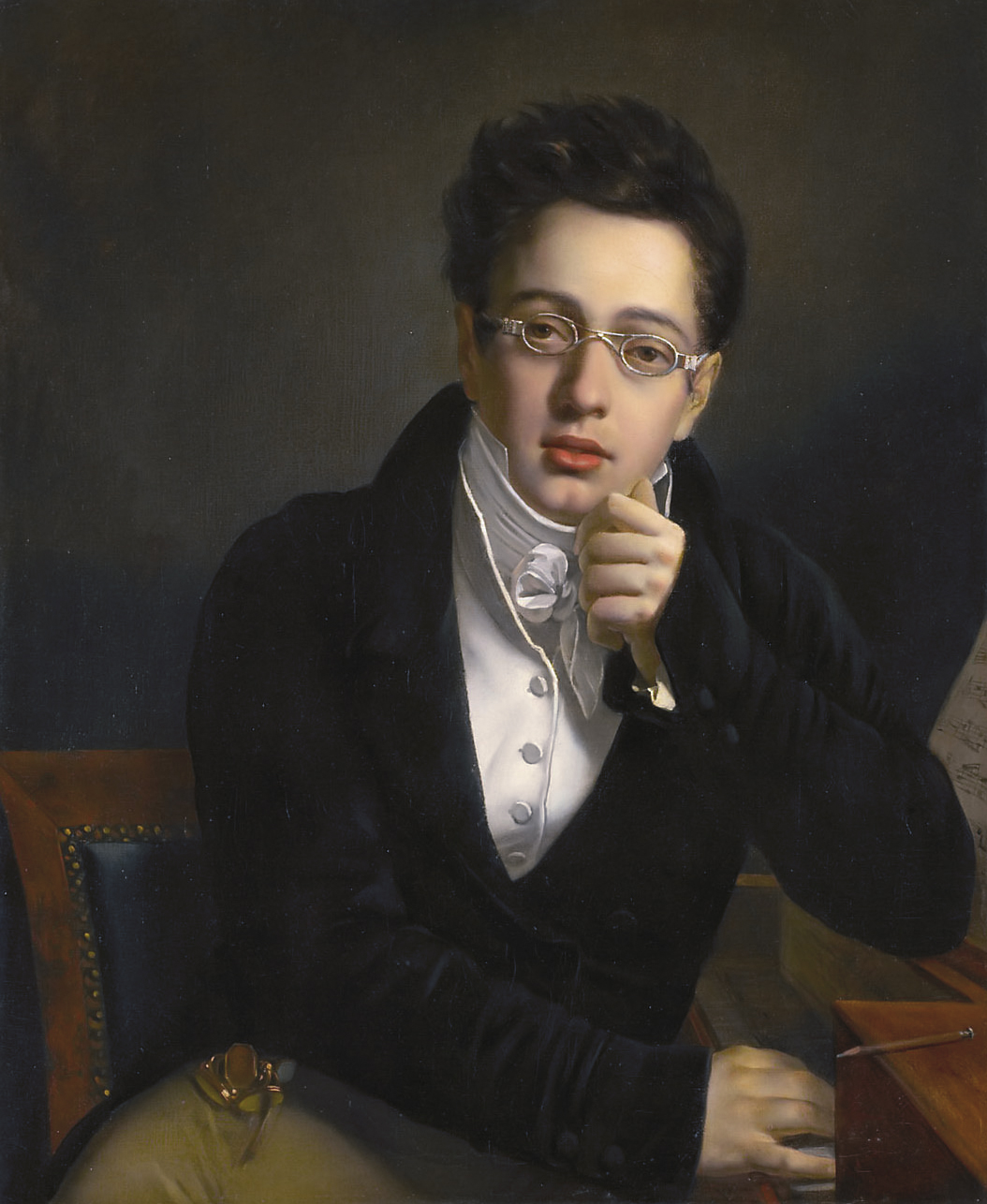
Schubert kolem roku 1814, malba Josefa Abela

Koncem roku 1813 Schubert opustil Stadtkonvikt a vrátil se domů, aby prošel učitelským kurzem na normální škole u kláštera svaté Anny (kde studoval i jeho otec). V roce 1814 nastoupil do otcovy školy jako učitel nejmladších žáků. Více než dva roky snášel vyčerpávající pracovní povinnosti; i tehdy si však dokázal svůj úděl vynahradit jinými zájmy. Nadále bral soukromé hodiny skladby u Salieriho, než se jejich cesty v roce 1817 rozešly. Starý skladatel Schubertovi poskytl více skutečného hudebně technického vzdělání než kterýkoli z jeho ostatních učitelů. 
V roce 1814 se Schubert seznámil s mladou sopranistkou Therese Grob, dcerou místního majitele hedvábnické manufaktury, a napsal pro ni několik svých liturgických děl. (včetně "Salve Regina" a "Tantum Ergo"); byla také sólistkou při premiéře jeho mše č. 1 (D. 105) v září 1814. Schubert se s ní chtěl oženit, ale bránil mu v tom přísný zákon o uzavírání manželství z roku 1815 vyžadující, aby muž před vstupem do manželství prokázal, že má prostředky na uživení rodiny. V listopadu 1816, poté co nezískal místo hudebníka v Laibachu (dnešní Lublaň, Slovinsko), poslal bratru Theresy Grobové Heinrichovi sbírku písní, kterou rodina uchovávala až do dvacátého století.

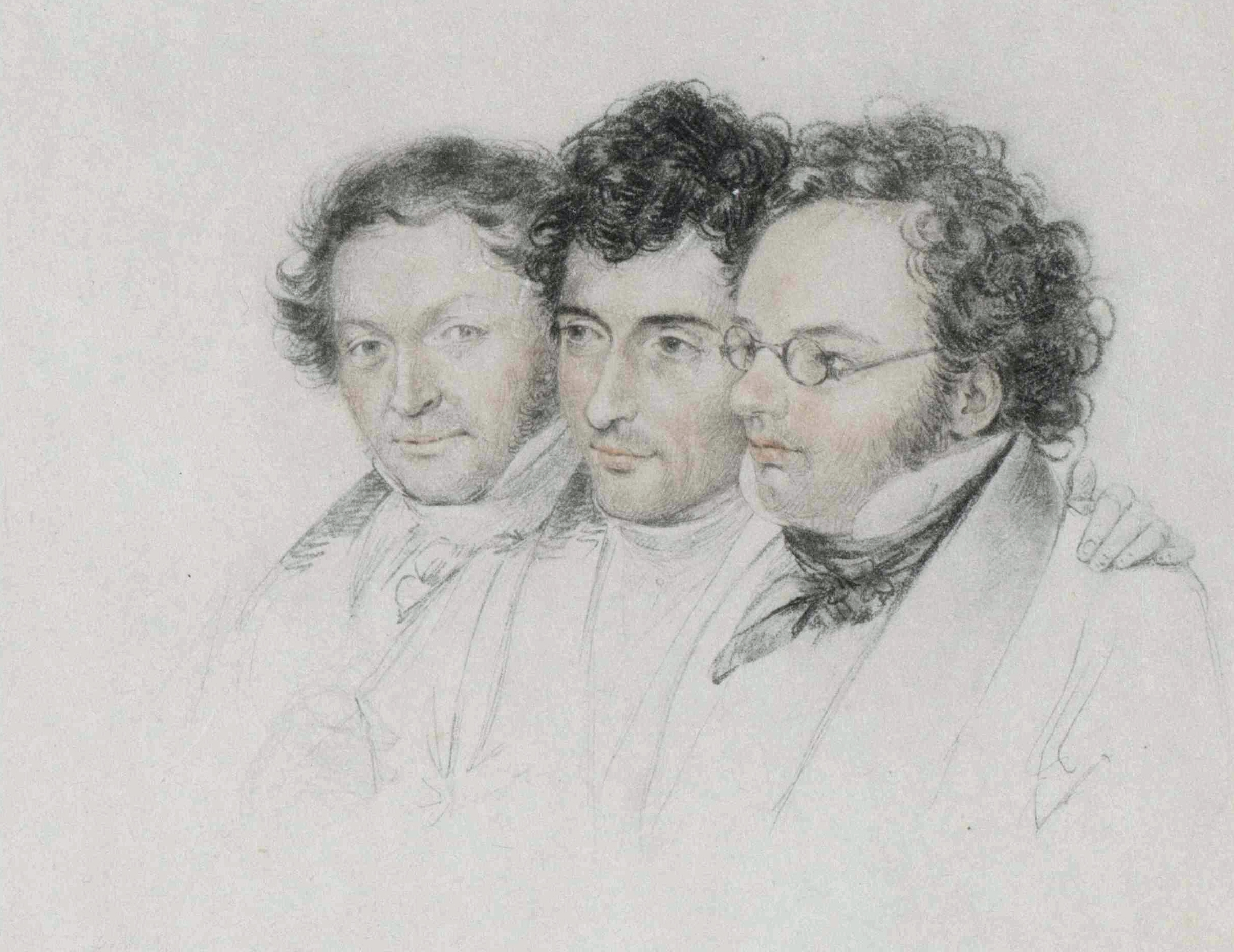
Tři přátelé (Johann Baptist Jenger, Anselm Hüttenbrenner a Franz Schubert), kresba Josefa Eduarda Teltschera, 1827

Jedním ze Schubertových nejplodnějších let byl rok 1815. Zkomponoval přes 20 000 taktů hudby, z nichž více než polovina byla určena pro orchestr, včetně devíti církevních děl (přestože byl agnostikem), symfonii a asi 140 písní. V tomto roce se také seznámil s Anselmem Hüttenbrennerem a Franzem von Schoberem, kteří se stali jeho celoživotními přáteli. Dalšího přítele, Johanna Mayrhofera, mu představil Spaun v roce 1815.
Po celý rok 1815 žil Schubert doma se svým otcem. Nadále vyučoval ve škole a poskytoval soukromé hudební lekce, přičemž si vydělával dost peněz na základní potřeby, včetně oděvu, psacího papíru, per a inkoustu, ale na luxusnější požitky mu nezbývaly téměř žádné prostředky. Spaun si byl dobře vědom toho, že přítel je se svým životem ve škole nespokojený, a staral se o jeho intelektuální a hudební rozvoj. V květnu 1816 se Spaun přestěhoval ze svého bytu v Landskrongasse (ve vnitřním městě) do nového domu na předměstí Landstraße; jednou z prvních věcí, které udělal poté, co se v novém domě usadil, bylo, že pozval svého přítele, aby u něj strávil několik dní. Pravděpodobně to byla Schubertova první návštěva mimo domov nebo školu. Jeho stavy skleslosti během učitelských let byly pravděpodobně ranými známkami deprese a je prakticky jisté, že po celý život trpěl cyklotymií.
V roce 1989 muzikolog Maynard Solomon vyslovil domněnku, že Schuberta eroticky přitahovali muži, teze, o níž se vedou vášnivé diskuse. Muzikoložka a odbornice na Schuberta Rita Steblinová uvedla, že se „honil za ženami“. Teorie Schubertovy sexuality neboli "Schubert jako jiný" nadále ovlivňuje současné bádání.

### Podpora přátel
Roku 1816 nastaly v Schubertově životě významné změny. Schober, student z dobré rodiny a solidně zajištěný, mu nabídl společné bydlení v domě své matky. Tato nabídka přišla obzvláště vhod, protože Schubert se právě neúspěšně ucházel o místo kapelníka v Laibachu a navíc se rozhodl, že se nevrátí k učitelským povinnostem na otcově škole. Koncem roku se stal hostem v Schoberově bytě. Nějakou dobu se snažil přispívat na domácnost vyučováním hudby, avšak brzy toho nechal a plně se věnoval komponování. „Skládám každé ráno, a když je jedna skladba hotová, začnu s další.“ V tomto roce se zaměřil na orchestrální a sborová díla, i když nadále psal také písně. Velká část této tvorby nebyla publikována, ale rukopisy a kopie kolovaly mezi přáteli a obdivovateli.

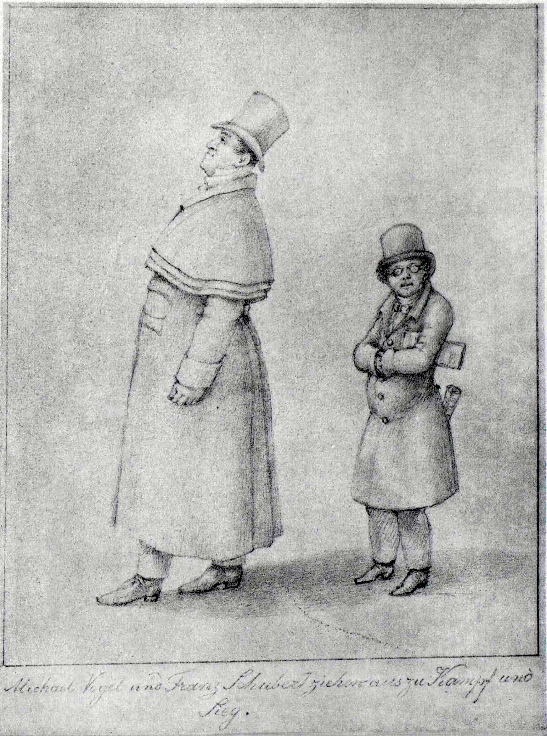
Michael Vogl a Franz Schubert vyrážejí do boje a k vítězství, karikatura od Franze von Schobera (1825)

Počátkem roku 1817 Schober představil Schuberta Johannu Michaelu Voglovi, o dvacet let staršímu proslavenému barytonistovi. Vogl, pro kterého Schubert napsal mnoho písní, se stal jedním z jeho hlavních zastánců ve vídeňských hudebních kruzích. Schubert se také seznámil s Josefem Hüttenbrennerem (bratrem Anselma), který se rovněž podílel na šíření jeho hudby. Tito jmenovaní a stále početnější okruh přátel a hudebníků se zasloužili o propagaci, sbírání a po skladatelově smrti i o uchování jeho díla.
Koncem roku 1817 získal Schubertův otec nové místo na škole v Rossau, nedaleko Lichtentalu. Franz se k otci vrátil a neochotně se tam ujal učitelské povinnosti. Počátkem roku 1818 požádal o členství v prestižní Gesellschaft der Musikfreunde („Společnost přátel hudby“) s úmyslem získat členství jako korepetitor, ale také proto, aby jeho hudba, zejména písně, mohla být uváděna na večerních koncertech. Byl odmítnut s odůvodněním, že „není žádný amatér“, ačkoli v té době byl zaměstnán jako učitel a mezi členy společnosti již byli profesionální hudebníci. Začal si však získávat větší pozornost tisku a první veřejné provedení světské skladby, předehry provedené v únoru 1818, se setkalo s chválou vídeňského i zahraničního tisku.
Léto 1818 Schubert strávil jako učitel hudby v rodině hraběte Johanna Karla Esterházy na jejich zámku ve Zseliz (dnes Želiezovce na Slovensku). Plat byl poměrně slušný a povinnosti učit obě dcery hře na klavír a zpěvu nepříliš náročné, což mu umožňovalo spokojeně komponovat. Skladatel možná pro Marii a Karolínu napsal své Marche Militaire D dur (D. 733 č. 1) a další klavírní duety. Po návratu ze Želiezovců se domů nevrátil a zůstal u svého přítele Mayrhofera.

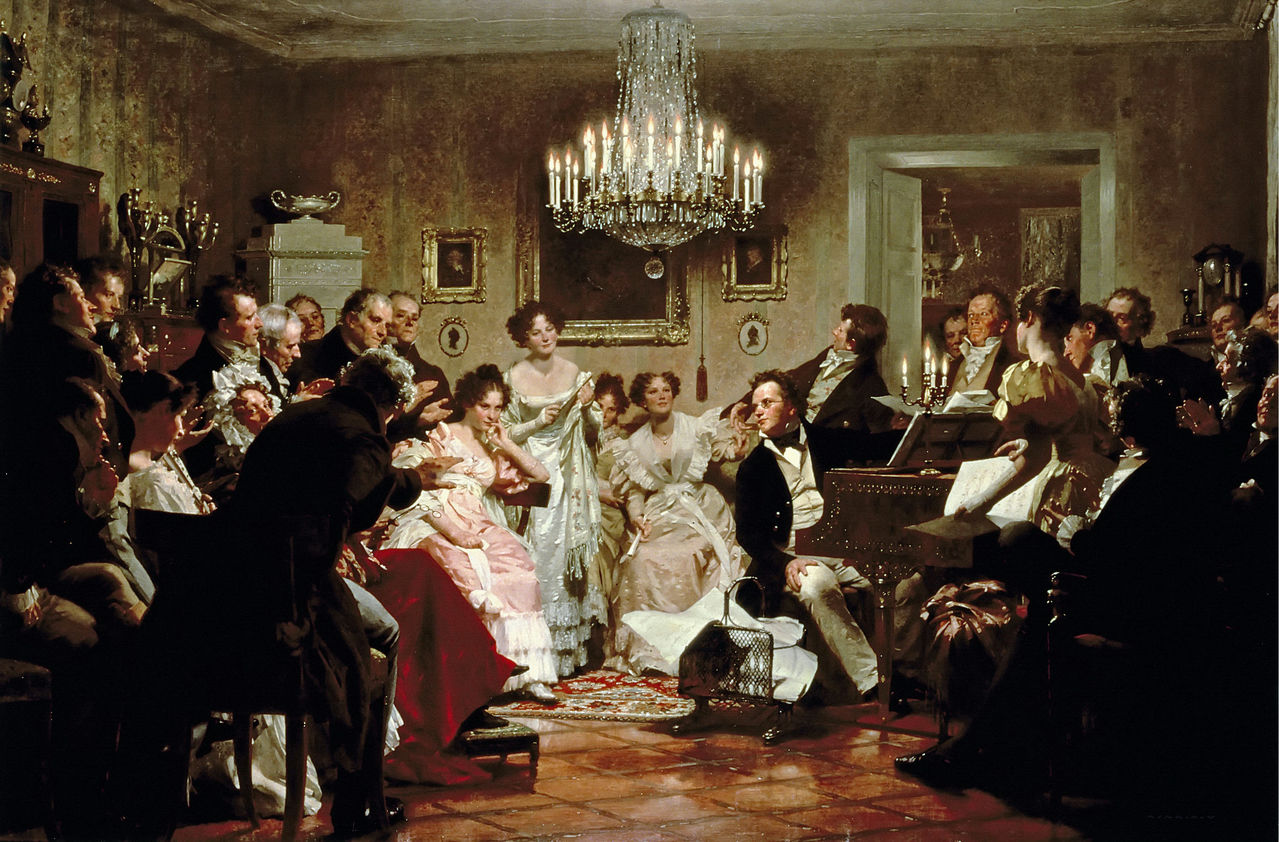
Schubertiáda, malba Julia Schmida, 1897

Na počátku dvacátých let 19. století Schubert patřil k úzké skupině umělců a studentů, společně pořádající společenská setkání, známá jako „schubertiády“. Mnohé z nich se konaly ve velkém bytě Ignaze von Sonnleithnera na Gundelhofu (Brandstätte 5, Vídeň). Kruh přátel, jimiž se skladatel obklopoval, utrpěl na počátku roku 1820 ránu. Schubert a čtyři jeho přátelé byli zatčeni rakouskou policií, která se, v důsledku Francouzské revoluce a napoleonských válek, měla na pozoru před revolučními aktivitami a podezřívavě hleděla na jakékoli shromažďování mládeže nebo studentů. Jeden ze Schubertových přátel, Johann Senn, byl odsouzen, více než rok vězněn a poté mu byl natrvalo zakázán vstup do Vídně. Ostatním čtyřem, včetně Schuberta, bylo uděleno „přísné pokárání“, zčásti za to, že „proti [úředním osobám] brojili urážlivými a oplzlými výrazy“.Schubert se sice se Sennem už nikdy nesetkal, ale zhudebnil některé jeho básně, Selige Welt (D. 743) a Schwanengesang (D. 744). Tato událost mohla hrát roli v rozchodu s Mayrhoferem, u nějž v té době bydlel.
Schubertovi, který měřil jen necelých 160 cm, dali přátelé přezdívku „Schwammerl“, česky „Houbička“. Životopisec Gibbs také tvrdí, že Schubert se občas opíjel až do němoty, a poznamenává, že zmínky o jeho silném pití „… se objevují nejen v pozdějších spisech, ale i v dokumentech z doby jeho života.“

### Hudební zralost
Skladby z let 1819 a 1820 vykazují výrazný pokrok ve vývoji a stylové vyspělosti. V únoru začal psát nedokončené oratorium Lazar (D. 689); později následoval, kromě několika menších děl, hymnus Psalm 23, „Gott ist mein Hirt“ (D. 714), Quartettsatz c moll (D. 703) a "Wanderer-Fantasie" C dur pro klavír (D. 760). V roce 1820 byly nastudovány dvě Schubertovy opery: Die Zwillingsbrüder (D. 647) byla uvedena 14. června v Theater am Kärntnertor a Die Zauberharfe (D. 644) 21. srpna v Theater an der Wien. Dosud byly jeho rozsáhlejší skladby (kromě mší) určeny pouze amatérskému orchestru v Gundelhofu (Brandstätte 5, Vídeň), spolku, který vznikl z kvartetních večírků u něj doma. Nyní začal zaujímat významnější postavení a oslovovat širší veřejnost. Nakladatelé však stále neprojevovali zájem, pouze Anton Diabelli zdráhavě svolil vytisknout některá díla, avšak pouze do komisního prodeje. Za těchto podmínek vyšlo prvních sedm opusových čísel (všechno písně); poté začal Schubertovi za jeho skladby platit skromné honoráře. Situace se poněkud zlepšila v březnu 1821, kdy Vogl za mimořádného ohlasu koncertně recitoval píseň "Erlkönig" (D. 328). Téhož měsíce Schubert složil svou Variaci na Diabelliho valčík (D. 718), jako jeden z padesáti skladatelů, kteří přispěli do publikace Vaterländischer Künstlerverein.

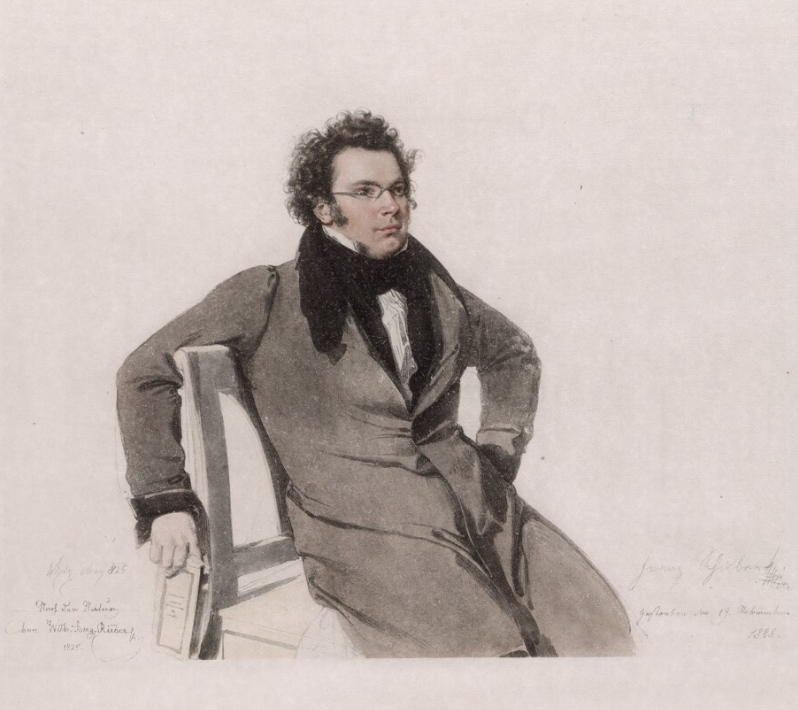
Akvarel Franze Schuberta od Wilhelma Augusta Riedera (1825)

Uvedení obou oper upnulo Schubertovu pozornost pevněji než kdy jindy směrem k divadlu, kde však z různých důvodů téměř vůbec neuspěl. Celkem se pustil do dvaceti jevištních projektů – všechny propadly a byly rychle zapomenuty. V roce 1822 mu odmítli operu Alfonso und Estrella, mimo jiné kvůli libretu (jehož autorem byl Schubertův přítel Franz von Schober). V roce 1823 mu byla odmítnuta opera Fierrabras (D. 796): Domenico Barbaja, impresário vídeňských dvorních divadel, ztratil zájem o novou německou operu kvůli popularitě Rossiniho a italského operního stylu a neúspěchu Weberovy opery Euryanthe. Hru Die Verschworenen („Spiklenci“, D. 787) zakázala cenzura (zřejmě kvůli názvu)  a Rosamunde, Fürstin von Zypern (D. 797) byla po dvou odehraných představeních stažena kvůli špatné kvalitě libreta, k němuž Schubert napsal scénickou hudbu.
Navzdory operním neúspěchům Schubertova pověst v jiných hudebních oblastech neustále rostla. V roce 1821 ho Gesellschaft der Musikfreunde konečně přijal za svého člena a jeho hudba začala být hrána daleko častěji. Tato provedení mu rychle pozvedla reputaci mezi členy Gesellschaftu a upevnila jeho jméno. Někteří členové Gesellschaftu, především Ignaz von Sonnleithner a jeho syn Leopold von Sonnleithner, měli značný vliv na záležitosti Společnosti a v důsledku toho a Schubertovy rostoucí pověsti se jeho díla v roce 1821 podařilo zařadit do programu tří velkých koncertů Gesellschaftu. V dubnu byl proveden jeden z jeho kvartetů pro mužské hlasy a v listopadu se dočkala svého prvního veřejného provedení Předehra e moll (D. 648); na jiném koncertě ve stejný den jako premiéra předehry zazněla píseň Der Wanderer (D. 489).
V roce 1822 se Schubert seznámil s Weberem i Beethovenem, ale ani z jednoho setkání nic dalšího nevzešlo. Beethoven však údajně několikrát ocenil mladíkovo nadání. Na smrtelné posteli se prý zahleděl do některých děl mladšího muže a zvolal: „V tomto Schubertovi skutečně dřímá jiskra božského génia!“ Beethoven prý také předpověděl, že Schubert „způsobí ve světě velkou senzaci“, a litoval, že se s ním dříve blíže neseznámil; přál si vidět jeho opery a klavírní díla, ale těžká nemoc mu v tom zabránila.

### Poslední roky a mistrovská díla

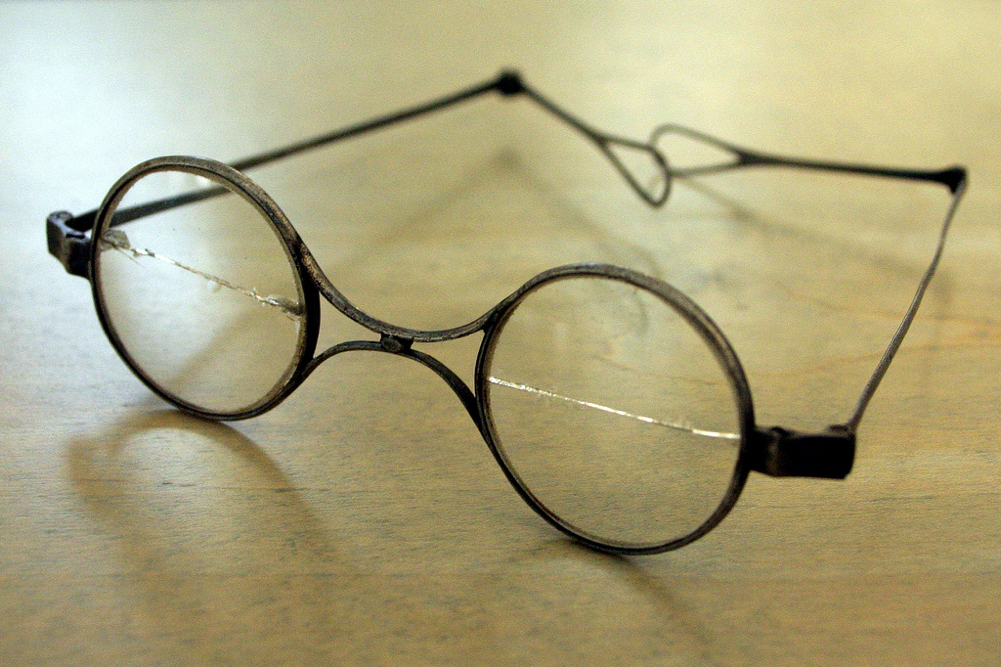
Schubertovy brýle

Přestože se Schubert věnoval jevišti a později i školním povinnostem, napsal v oněch letech mnoho hudby. V roce 1822 dokončil mši As dur (D. 678) a ještě téhož roku se náhle pustil do díla, které rozhodněji než téměř kterékoli jiné v oné době ukázalo jeho zrající osobní vizi, a to symfonie č. 8 h moll, známé jako Nedokončená (D. 759). O důvodu, proč ji nechal nedokončenou - poté, co napsal dvě věty a načrtl něco málo ke třetí - panují dodnes spory. Je též pozoruhodné, že se o tomto díle nezmínil žádnému ze svých přátel, přestože, jak poznamenává muzikolog Brian Newbould, musel cítit vzrušení z toho, co mu vzniklo pod rukama. V roce 1823 napsal Schubert svůj první rozsáhlý písňový cyklus, Die schöne Müllerin (Krásná mlynářka, D. 795), v němž zhudebnil básně Wilhelma Müllera. Tento cyklus spolu s pozdějším cyklem Winterreise (Zimní cesta, D. 911, rovněž zpracovávající Müllerovy texty z roku 1827) je všeobecně považován za jeden z vrcholů písňového žánru. Během tohoto roku složil též píseň Du bist die Ruh' (Ty jsi odpočinek a mír, D. 776). V tomto roce se také poprvé objevily příznaky syfilitidy.
V roce 1824 napsal Variace e moll pro flétnu a klavír; Trockne Blumen, píseň z cyklu Die schöne Müllerin; a několik smyčcových kvartetů. Napsal také Sonátu a moll pro arpeggione a klavír (D. 821), během nedlouhého období popularity nástroje arpeggione. Na jaře téhož roku napsal Oktet F dur (D. 803), náčrt "Velké symfonie", a v létě se vrátil do Zselizu. Tam ho uherský hudební idiom inspiroval k napsání Divertissement à la hongroise g moll pro klavírní duo (D. 818) a smyčcového kvartetu a moll Rosamunde (D. 804). Údajně se beznadějně zamiloval do své studentky, hraběnky Karolíny Esterházyové, věnoval jí však jediné dílo, a to Fantazii f moll pro klavírní duo (D. 940). Jeho přítel Eduard von Bauernfeld napsal následující verš, který zřejmě odkazuje na Schubertovy neopětované city:

Verliebt war Schubert; der Schülerin

Gait's, einer der jungen Komtessen,

Doch gab er sich einer—ganz Andern hin,

Um die—Andere zu vergessen.

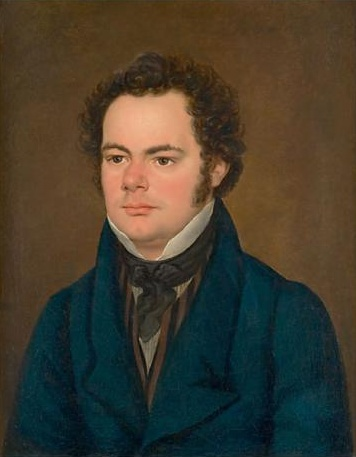
Portrét Franze Schuberta od Franze Eybla (1827)

Neúspěchy předchozích let nahradil šťastný a úspěšný rok 1825. Publikování děl šlo rychleji, hmotná nouze se zmírnila a v létě strávil příjemnou dovolenou v Horním Rakousku, kde byl nadšeně přivítán. Během tohoto turné vytvořil cyklus sedmi písní Fräulein am See na motivy básně Waltera Scotta Jezerní paní, jehož součástí je i Ellens Gesang III („Hymnus k Panně Marii“) (D. 839, op. 52, č. 6); text německého překladu Scottovy básně od Adama Storcka je dnes často nahrazován plným zněním tradiční římskokatolické modlitby Zdrávas Maria (latinsky Ave Maria), pro kterou však Schubertova melodie není původní úpravou. Originál začíná pouze pozdravem Ave Maria, který se rovněž opakuje pouze v refrénu. V roce 1825 napsal také klavírní sonátu a moll (D 845), poprvé vydanou jako op. 42 a začal psát symfonii C dur (Velká C dur, D. 944), kterou dokončil následujícího roku.

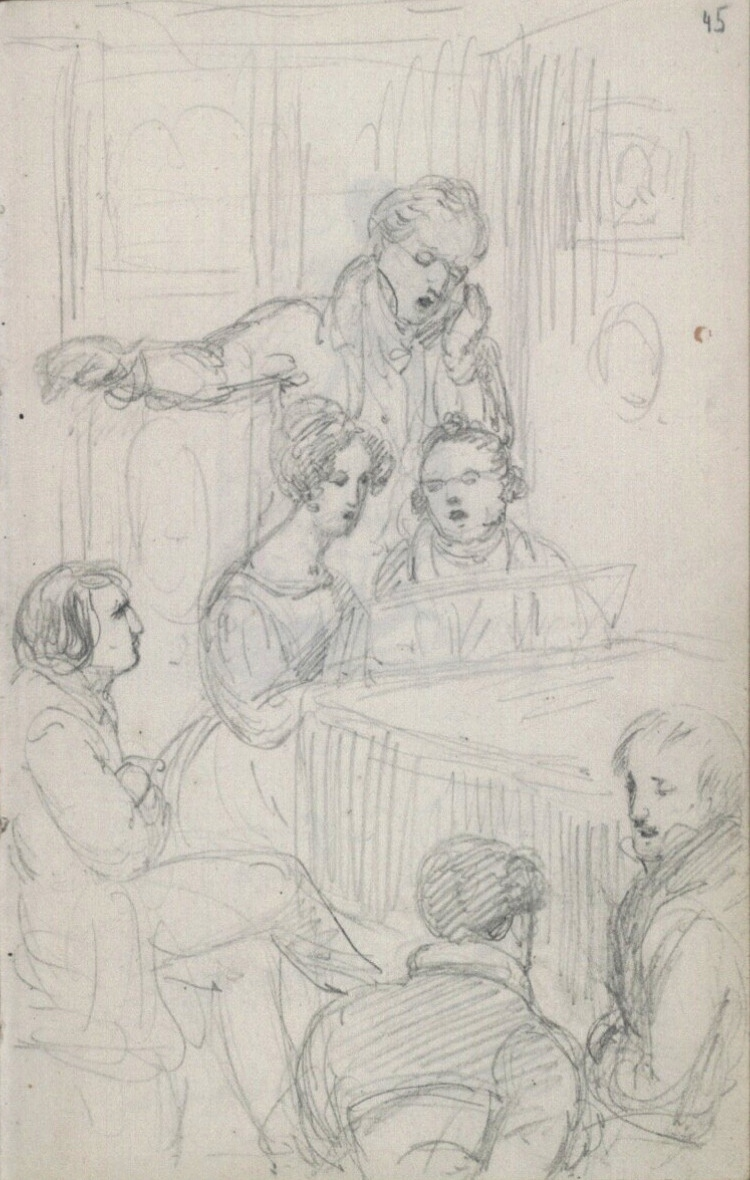
Sopranistka Josephine Fröhlich, barytonista Johann Michael Vogl a Franz Schubert při hraní a zpěvu písně pro tři hlasy, skica F. G. Waldmüllera, 1827

V letech 1826 až 1828 pobýval Schubert nepřetržitě ve Vídni, s výjimkou krátké návštěvy Štýrského Hradce v roce 1827. V roce 1826 věnoval symfonii č. 9 (D. 944, která později vešla ve známost jako Velká symfonie C dur) Společnosti hudebních vědců (Gesellschaft der Musikfreunde) a obdržel za ni honorář. Smyčcový kvartet č. 14 d moll (D. 810) s variacemi na téma Smrt a dívka vznikl v zimě 1825–1826 a poprvé zazněl 25. ledna 1826. Ještě v tomto roce vznikl smyčcový kvartet č. 15 G dur (D. 887), poprvé vydaný jako op. 161, Rondo h moll pro housle a klavír (D. 895), Rondeau brillant a Klavírní sonáta G dur (D. 894), poprvé vydaná jako Fantasie in G, op. 78). V roce 1826 zhudebnil také tři Shakespearovy písně, z nichž "Ständchen" (D. 889) a "An Sylvia" (D. 891) byly údajně napsány ve stejný den – první v hostinci, kde se zastavil během odpolední procházky, druhá při večerním návratu do svého příbytku.
Díla z posledních dvou let života odhalují skladatele, který vstupuje do nové profesní a skladatelské etapy. Ačkoli část Schubertovy osobnosti byla ovlivněna přáteli, v samotě pěstoval intenzivní osobní rozměr; právě z tohoto rozměru napsal svou nejlepší hudbu. Beethovenova smrt jej hluboce zasáhla, a možná jej motivovala k dosažení nových uměleckých vrcholů. V roce 1827 napsal písňový cyklus Winterreise (D. 911), Fantazii C dur pro housle a klavír (D. 934, poprvé vydaná jako op. post. 159), Impromptus pro klavír a dvě klavírní tria (první B dur (D. 898) a druhé Es dur (D. 929). Následující rok vznikla kantáta Mirjams Siegesgesang (Vítězná píseň o Miriam, D 942) na text Franze Grillparzera, Mše Es dur (D. 950), Tantum Ergo (D. 962) v téže tónině, Smyčcový kvintet C dur (D. 956), druhé "Benedictus" ke Mši C dur (D. 961), tři poslední klavírní sonáty (D. 958, D. 959 a D. 960) a sbírka 13 Lieder nach Gedichten von Rellstab und Heine pro zpěv a klavír, známá také jako Schwanengesang (Labutí píseň, D. 957). (Tato sbírka - která obsahuje úpravy slov Heinricha Heineho, Ludwiga Rellstaba a Johanna Gabriela Seidla - není skutečným písňovým cyklem jako Die schöne Müllerin nebo Winterreise. Symfonie Velká C dur je datována rokem 1828, ale schubertovští badatelé se domnívají, že tato symfonie byla z velké části napsána v letech 1825–1826 (zmínka o ní se objevuje během skladatelovy dovolené v Gasteinu v roce 1825 - toto dílo, kdysi považované za ztracené, je dnes obecně považováno za ranou fázi symfonie C dur) a byla přepracována pro zamýšlené provedení v roce 1828. Orchestr Gesellschaftu údajně symfonii prošel na zkoušce, ale její veřejné provedení nikdy nenaplánoval. Důvody zůstávají neznámé, ačkoli možným vysvětlením je obtížnost symfonie.
Několik týdnů před smrtí začal Schubert s náčrty tří vět pro novou Symfonii D dur (D. 936A). V tomto díle předjímá Mahlerovo využívání lidové harmonie a holou zvukovou krajinu. Schubert vyjádřil přání, že pokud přežije svou poslední nemoc, bude chtít dále rozvíjet své znalosti harmonie a kontrapunktu a skutečně se objednal na lekce u mistra kontrapunktu Simona Sechtera.
Dne 26. března 1828, v den výročí Beethovenova úmrtí, Schubert poprvé ve své kariéře uspořádal veřejný koncert z vlastních děl. Koncert měl úspěch jak u kritiků, tak u obecenstva, i když jej krátce poté zastínilo první vídeňské vystoupení Niccolò Paganiniho.

### Poslední nemoc a smrt

Schubertova posmrtná maska

Uprostřed této tvůrčí činnosti se Schubertův zdravotní stav zhoršil. Koncem dvacátých let skladatelovo zdraví upadalo a některým přátelům se svěřil s obavami z blížící se smrti. Koncem léta 1828 navštívil lékaře Ernsta Rinnu, který možná Schubertovi potvrdil jeho podezření, že je nevyléčitelně nemocný a pravděpodobně brzy zemře. Některé příznaky se shodovaly s příznaky otravy rtutí (rtuť byla tehdy běžným lékem na syfilis, což opět naznačuje, že jí Schubert trpěl). Na začátku listopadu opět onemocněl, pociťoval bolesti hlavy, horečku, oteklé klouby a zvracení. Celkově nebyl schopen udržet pevnou stravu a jeho stav se zhoršoval. Pět dní před Schubertovou smrtí ho navštívil jeho přítel, houslista Karl Holz, se svým smyčcovým kvartetem, aby mu zahrál. Poslední hudební dílo, které si přál slyšet, byl Beethovenův smyčcový kvartet č. 14 cis moll; Holz to komentoval slovy: „Král Harmonie poslal králi Písně přátelskou nabídku k přechodu.“
Schubert zemřel ve vídeňském bytě svého bratra Ferdinanda dne 19. listopadu 1828, ve věku 31 let. Jako příčina smrti byl oficiálně diagnostikován břišní tyfus, ačkoli se objevily i jiné teorie, včetně terciárního stádia syfilitidy. Na vlastní žádost jej pochovali na hřbitově na vídeňském předměstí Währing (dnes 18. vídeňský městský okres), poblíž hrobu Beethovena, kterého celý život obdivoval. Rok před vlastní smrtí sloužil jako nosič pochodně na Beethovenově pohřbu.
V roce 1872 byl Franzi Schubertovi postaven pomník ve vídeňském Městském parku (Stadtpark). V roce 1888 byl Schubertův i Beethovenův hrob přemístěny na Zentralfriedhof, kde se nyní nacházejí vedle hrobů Johanna Strausse mladšího a Johannese Brahmse. Anton Bruckner byl přítomen oběma exhumacím a do obou rakví sáhl a uctívané lebky držel v rukou. Hřbitov ve Währingu byl v roce 1925 přeměněn na park, nazvaný Schubertův, a místo bývalého hrobu bylo označeno bustou. Skladatelův epitaf napsaný jeho přítelem, básníkem Franzem Grillparzerem, zní: Die Tonkunst begrub hier einen reichen Besitz, aber noch viel schönere Hoffnungen („Hudební umění zde pochovalo své bohatství, ale ještě více krásných nadějí“).

## Hudba
Schubert byl pozoruhodně plodný, za svou krátkou kariéru napsal více než 1500 děl. Jeho skladatelský styl se během nedlouhého života rychle vyvíjel. Největší počet skladeb tvoří písně pro sólový hlas a klavír (zhruba 630). Schubert složil také značné množství světských skladeb pro dva nebo více hlasů, a to vícehlasé písně, sbory a kantáty. Kromě fragmentů šesti dalších symfonií dokončil osm orchestrálních předeher a sedm kompletních symfonií. Nekomponoval sice žádné koncerty, ale napsal tři koncertantní symfonie pro housle a orchestr. Schubert napsal velké množství hudby pro sólový klavír, včetně jedenácti nesporně dokončených sonát a nejméně jedenácti dalších v různém stavu dokončení, četná různá díla a mnoho krátkých tanců, kromě toho vytvořil velký soubor skladeb pro čtyřruční klavír. Napsal také více než padesát komorních skladeb, včetně některých fragmentárních děl. Schubertova duchovní tvorba zahrnuje sedm mší, jedno oratorium a jedno rekviem, kromě toho torza dalších mší a četné menší skladby. Ze svých dvaceti scénických děl dokončil pouze jedenáct.

### Styl
V červenci 1947 se rakouský skladatel Ernst Krenek zabýval Schubertovým stylem a bez rozpaků přiznal, že zpočátku „sdílel široce rozšířený názor, že Schubert byl šťastlivcem s talentem pro líbivé melodie … postrádajícím však dramatickou sílu a inovativní myšlenku, které odlišovaly takové 'skutečné' mistry, jakými byli J. S. Bach nebo Beethoven“. Krenek napsal, že ke zcela jinému hodnocení dospěl po důkladném studiu Schubertových skladeb na naléhání svého přítele a kolegy skladatele Eduarda Erdmanna. Krenek poukázal na klavírní sonáty jako na „dostatečný důkaz toho, že [Schubert] byl mnohem víc než jen bezstarostný tepec melodií, který neznal kompoziční řemeslo a nezajímal se o něj“. Každá z tehdy vydaných sonát podle Krenka vykazovala „velké bohatství technických fines“ a prozrazovala, že Schubert „se zdaleka nespokojil s tím, že by své okouzlující nápady sléval do konvenčních forem; naopak byl hloubavým umělcem s velkou chutí experimentovat.“

#### Instrumentální hudba, scénická díla a chrámová hudba
Tato „chuť experimentovat“ se v Schubertově tvorbě opakovaně projevuje v nejrůznějších formách a žánrech, včetně opery, liturgické hudby, komorní a sólové klavírní hudby a symfonických děl. Snad nejznámějším projevem jeho experimentátorství je pozoruhodně originální smysl pro modulaci; například druhá věta Smyčcového kvintetu (D. 956), která je v E dur, obsahuje střední část ve vzdálené tónině f moll. Objevuje se také v neobvyklé volbě instrumentace, jako například v Sonátě a moll pro arpeggion a klavír (D. 821) nebo v netradičním zápisu kvintetu Pstruh (D. 667) pro klavír, housle, violu, violoncello a kontrabas, zatímco běžné klavírní kvintety jsou notovány pro klavír a smyčcové kvarteto.
Ačkoli byl Schubert zjevně ovlivněn klasicistními sonátovými formami Beethovena a Mozarta, jeho formální struktury a vývoj mají tendenci vyvolávat spíše dojem melodického vývoje než harmonického dramatu. Tato kombinace klasicistní formy a táhlé romantické melodiky jim někdy propůjčuje diskurzivní styl: Velkou symfonii C dur popsal Robert Schumann jako rozbíhající se do „nebeských dálav“.

#### Písňová tvorba
Schubert se nesmazatelně zapsal právě v žánru písně. Leon Plantinga poznamenává, že „ve svých více než šesti stech písní prozkoumal a rozšířil možnosti tohoto žánru jako žádný skladatel před ním.“ Před Schubertem se Lieder přikláněly k strofickému, sylabickému zpracování textu, evokujícímu vlastnosti lidové písně, které vyvolávalo vzedmutí romantického nacionalismu.

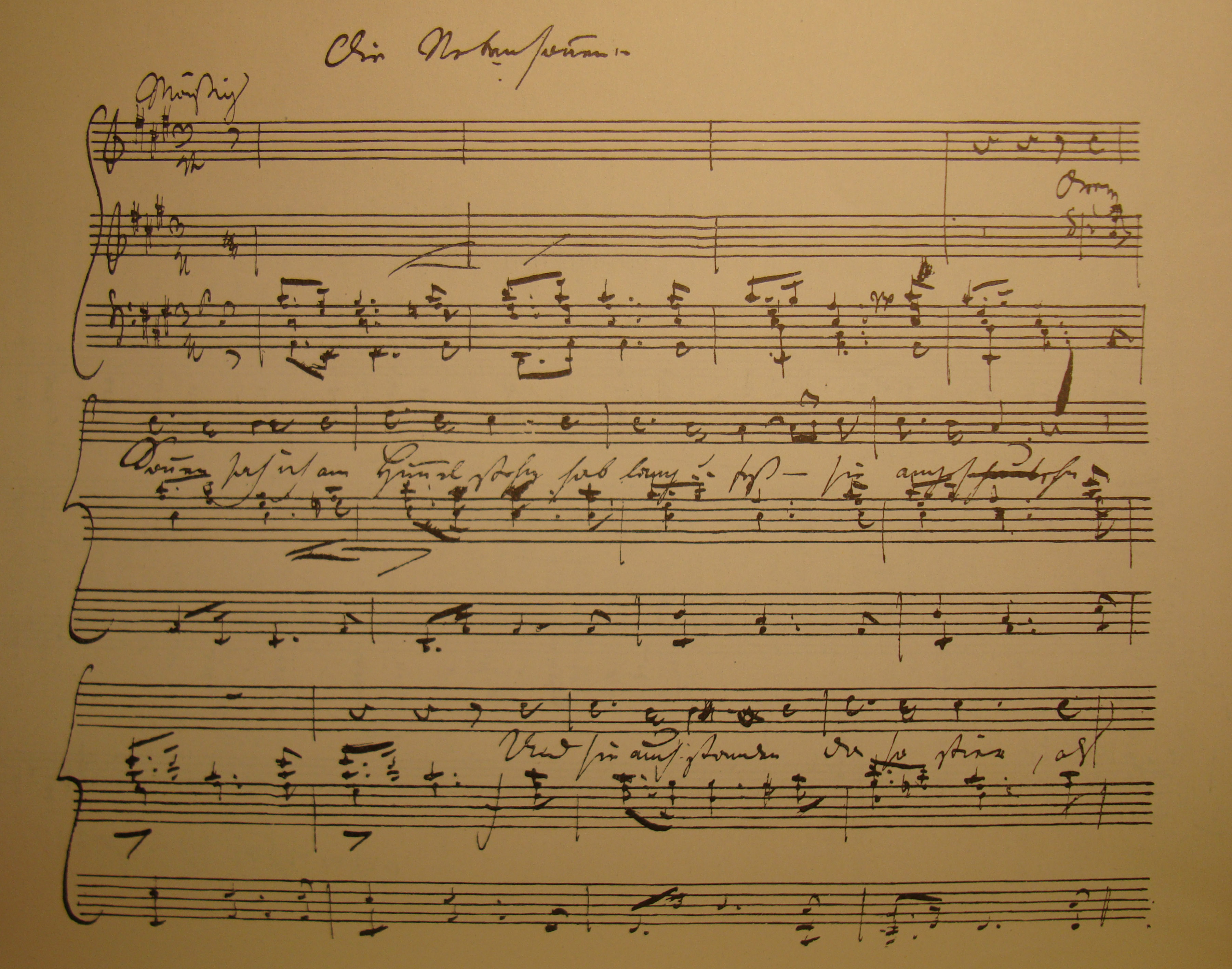
Autograf Die Nebensonnen z Winterreise

Schubert skládal hudbu na motivy básní mnoha autorů, nejčastěji Goetha, Mayrhofera a Schillera, ale i dalších, včetně Heinricha Heineho, Friedricha Rückerta a Josepha von Eichendorffa. Mezi jeho obzvláště působivá zpracování Goetheho poezie patří díla Gretchen am Spinnrade (Markétka u přeslice, D. 118) a Erlkönig (Král duchů, D. 328). Vynikají zejména dramatickým obsahem, perspektivním využitím harmonie a použitím výmluvných obrazných klávesových figur, jako je zobrazení kolovrátku klavírem v Markétce a zuřivý a neustálý cval v Králi duchů. Za zmínku dále stojí zejména dva písňové cykly na básně Wilhelma Müllera, Die schöne Müllerin (Krásná mlynářka) a Winterreise (Zimní cesta), které pomohly etablovat tento žánr a jeho možnosti hudebního, poetického a téměř operního dramatického vyprávění. Poslední sbírka písní, vydaná po jeho smrti v roce 1828, Schwanengesang, je rovněž novátorským příspěvkem k německé písňové literatuře, neboť obsahuje básně různých básníků, jmenovitě Ludwiga Rellstaba, Heineho a Johanna Gabriela Seidla. V časopise Wiener Theaterzeitung, který tehdy pojednával o Winterreise, se o ní psalo jako o díle, které „nelze zpívat nebo slyšet bez pocitu hlubokého dojetí“.
Antonín Dvořák v roce 1894 napsal, že Schubert, kterého považoval za jednoho ze skutečně velkých skladatelů, měl jednoznačný vliv na kratší díla, zejména na písně a kratší klavírní skladby: „Tendence romantické školy směřovala ke krátkým formám, a přestože Weber pomáhal ukazovat cestu, Schubertovi patří hlavní zásluha na tvorbě vzorů krátkých klavírních skladeb, kterým romantická škola dává přednost. … Schubert svou písní vytvořil novou epochu. … Všichni ostatní skladatelé šli v jeho stopách.“

### Publikace - katalog

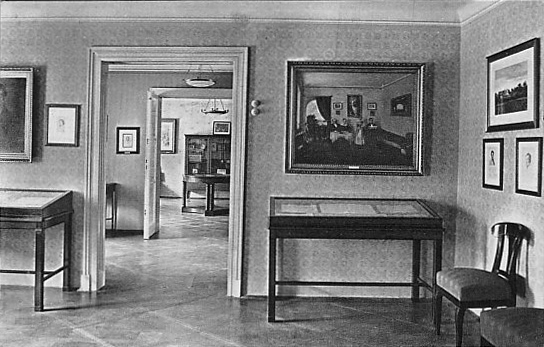
Interiér muzea v Schubertově rodném domě, Vídeň, 1914

Když Schubert zemřel, měl za sebou asi 100 vydaných opusových čísel – převážně písní, komorní hudby a menších klavírních skladeb. Vydávání menších skladeb pokračovalo (včetně opusových čísel do 173 v 60. letech 19. století, 50 písňových sešitů vydaných Diabellim a desítky prvotisků Peters), ale rukopisy mnoha delších skladeb, o jejichž existenci se příliš nevědělo, zůstaly ukryty ve skříních a kartotékách skladatelovy rodiny, přátel a nakladatelů. Dokonce ani někteří Schubertovi přátelé neznali celý rozsah jeho díla, a po mnoho let byl respektován především jako „kníže písně“, ačkoli uznání se dostalo i některým jeho rozsáhlejším počinům. V roce 1838 nalezl Robert Schumann při návštěvě Vídně zaprášený rukopis Symfonie C dur (D. 944) a odvezl ji zpět do Lipska, kde ji provedl Felix Mendelssohn a složil jí poklonu v časopise Neue Zeitschrift für Musik. Důležitým krokem k obnovení opomíjených děl byla cesta do Vídně, kterou v říjnu 1867 podnikli hudební historik George Grove a skladatel Arthur Sullivan. Badatelé objevili rukopisy šesti symfonií, části scénické hudby k Rosamunde, Mše č. 1 F dur (D. 105) a opery Des Teufels Lustschloss (D. 84), Fernardo (D. 220), Der vierjährige Posten (D. 190) a Die Freunde von Salamanka (D. 326) a několik dalších nepojmenovaných děl. Díky svým nálezům mohli Grove a Sullivan o existenci těchto děl informovat veřejnost; kromě toho se jim podařilo opsat si čtvrtou a šestou symfonii, scénickou hudbu k Rosamunde a předehru k Die Freunde von Salamanka. To vedlo k širšímu zájmu veřejnosti o Schubertovo dílo.

#### Úplné edice
V letech 1884-1897 vydávala Breitkopf & Härtel Franz Schubert's Werke, kritickou edici, do níž přispěl – mimo jiné – i Johannes Brahms, editor první řady obsahující osm symfonií. V druhé polovině 20. století začalo vydávání Neue Schubert-Ausgabe nakladatelstvím Bärenreiter.

#### Deutschův katalog

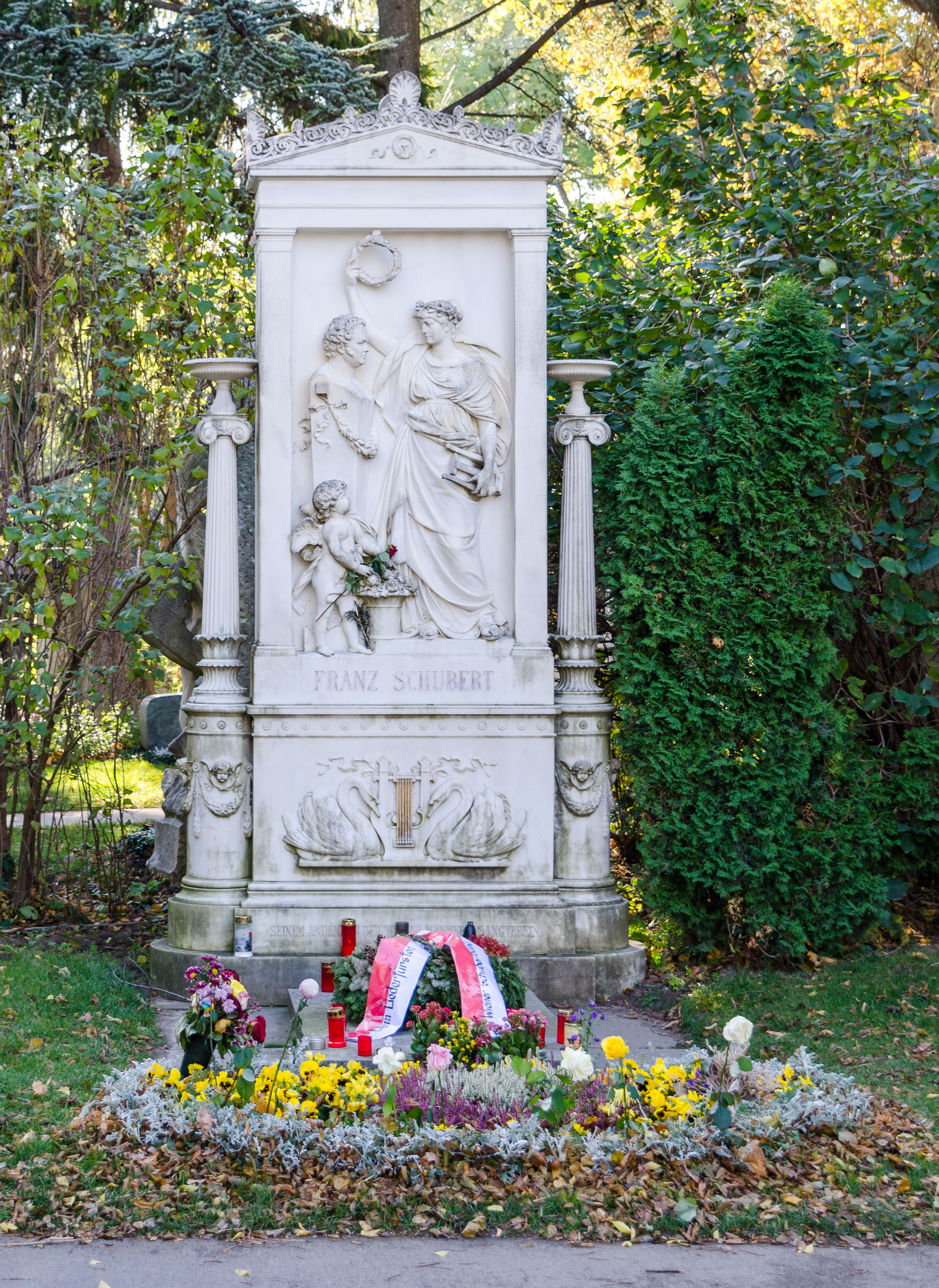
Schubertův hrob na Vídeňském ústředním hřbitově

Vzhledem k tomu, že za Schubertova života bylo vydáno poměrně málo jeho děl, má jen několik z nich přiděleno opusové číslo a ani v těchto případech pořadí čísel neposkytuje dobrou představu o chronologickém pořadí kompozice. Rakouský muzikolog Otto Erich Deutsch (1883-1967) sestavil první souhrnný katalog Schubertových děl. Ten byl poprvé publikován v angličtině v roce 1951 (Schubert Thematic Catalogue) a následně přepracován pro nové vydání v němčině v roce 1978 ("Franz Schubert: Thematisches Verzeichnis seiner Werke in chronologischer Folge - Franz Schubert: Tematický katalog jeho děl v chronologickém pořadí).

#### Otázky číslování
Poměrně brzy vznikl zmatek ohledně číslování Schubertových pozdních symfonií. Jeho poslední dokončené symfonii, Velké C dur (D. 944), byla v závislosti na vydání přidělena čísla 7, 8, 9 a 10. Vždy se však jednalo o symfonii, která byla v minulosti označována jako „Velká“. Podobně Nedokončená (D. 759) byla označena čísly 7, 8 a 9.
Anglicky psané prameny u těchto pozdních symfonií obvykle uvádějí následující pořadí:
- Č. 7: E dur, D. 729
- č. 8: h moll, D. 759 Nedokončená
- č. 9: C dur, D. 944 Velká C dur
- Č. 10: D dur, D. 936A

Ještě větší nesoulad existoval kolem číslování klavírních sonát, kdy různé systémy rozlišují 15 až 23 sonát.

### Nástroje
Mezi klavíry, ke kterým měl Schubert přístup, patřil klavír Benignus Seidner (dnes vystavený v muzeu ve skladatelově rodném domě) a klavír Anton Walter & Sohn (dnes ve sbírkách vídeňského Uměleckohistorického muzea). Schubert znal také nástroje vídeňského stavitele klavírů Conrada Grafa.

## Uznání
Pocit lítosti nad ztrátou potenciálních mistrovských děl způsobenou Schubertovou předčasnou smrtí ve věku 31 let vyjádřil Grillparzer v epitafu na jeho velkém náhrobku: „Hudební umění zde pochovalo své bohatství, ale ještě více krásných nadějí.“ Podobný názor sdílejí i někteří významní hudebníci, např. klavírista Radu Lupu, který uvedl: „[Schubert] je skladatel, u něhož mě opravdu velice mrzí, že zemřel tak mladý. … Těsně před smrtí, když psal svůj nádherný smyčcový kvintet pro dvě violoncella v c moll, řekl velmi skromně, že se snaží naučit trochu víc o kontrapunktu, a měl naprostou pravdu. Nikdy se nedozvíme, jakým směrem se chtěl nebo mohl vydat.“ Jiní však s tímto raným názorem vyjádřili nesouhlas. Například Robert Schumann se vyslovil takto: „Je zbytečné hádat, čeho by [Schubert] ještě mohl dosáhnout. Udělal dost; a budiž ctěni ti, kteří se snažili a dosáhli toho, co on“, a klavírista András Schiff řekl, že: „Schubert žil velmi krátce, ale byl to velmi nabitý život. Za 31 let toho prožil více, než by jiní lidé prožili za 100 let, a je zbytečné spekulovat, co by mohl napsat, kdyby žil dalších 50 let. Je to irelevantní, stejně jako v případě Mozarta; jsou to dva přirození géniové hudby.“

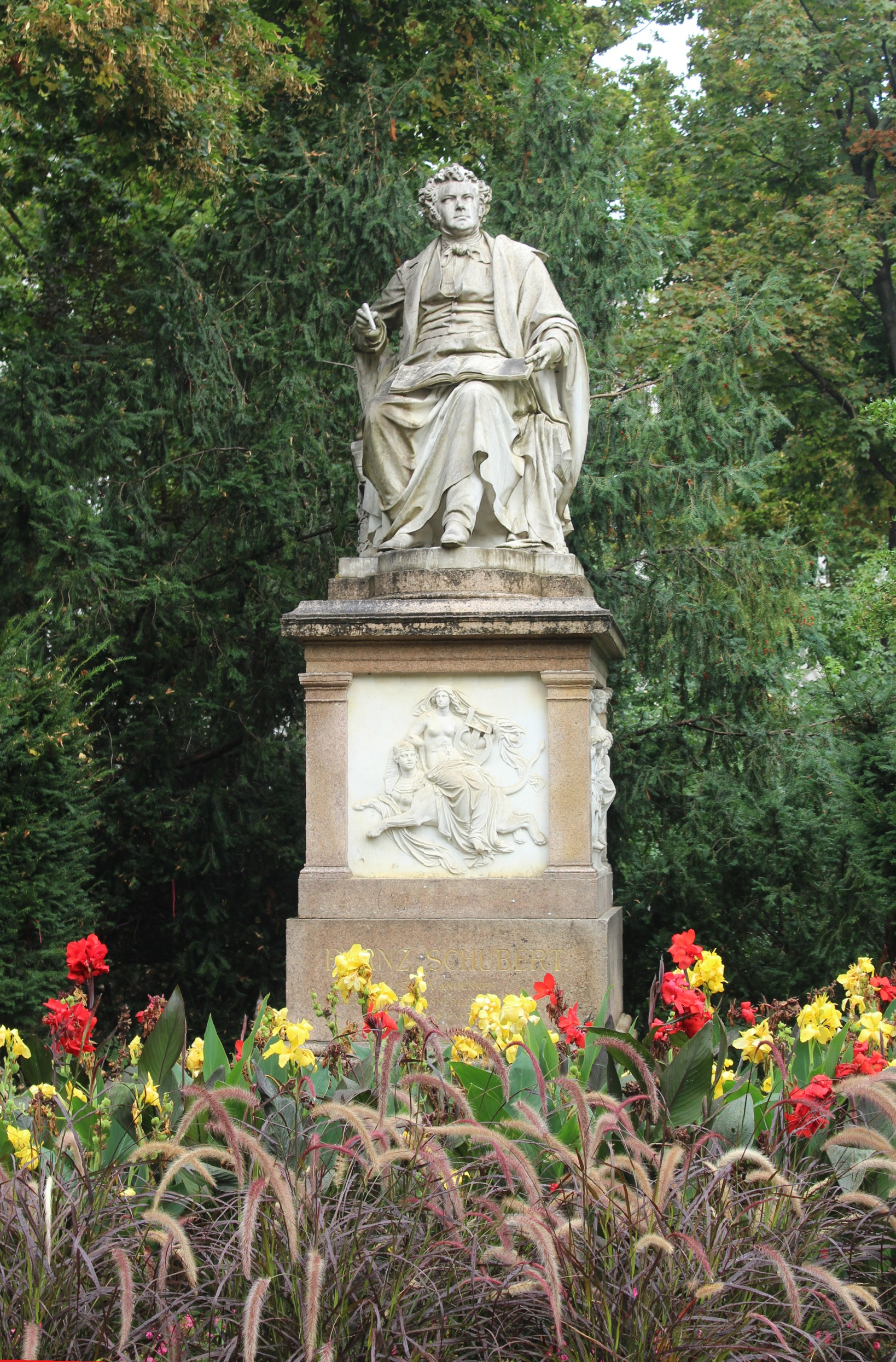
Schubertův pomník ve vídeňském Stadtparku

Wiener Schubertbund, jeden z předních vídeňských pěveckých spolků, byl založen v roce 1863, v dobách překotného hospodářského rozvoje, tzv. gründerství. Schubertbund se rychle stal místem, kde se scházeli učitelé a další příslušníci vídeňské střední třídy, kteří se během gründerství a po krachu na vídeňské burze roku 1873 cítili stále více ohroženi. V roce 1872 se konalo slavnostní vysvěcení Schubertova pomníku, daru městu od předního vídeňského mužského pěveckého sboru Wiener Männergesang-Verein; sbor při této příležitosti vystoupil. Pomník navrhl rakouský sochař Carl Kundmann a nachází se ve vídeňském Stadtpark.
Schubertova komorní hudba je stále populární. V anketě, kterou v roce 2008 provedla rozhlasová stanice ABC Classic FM, dominovala Schubertova komorní tvorba: na prvním místě se umístil kvintet Pstruh, na druhém Smyčcový kvintet C dur a na třetím Nokturno Es dur pro klavírní trio. Kromě toho se mezi 100 nejlepších skladeb dostalo dalších osm jeho komorních děl: sonáta pro arpeggione, oktet, fantazie f moll pro čtyřruční klavír a Adagio a Rondo Concertante pro klavírní kvartet.

Hlavní hudební kritik deníku The New York Times Anthony Tommasini, který ve svém žebříčku největších skladatelů zařadil Schuberta na čtvrté místo, o něm napsal:
Nemůžete nemilovat tohoto chlapíka, který zemřel v 31 letech, nemocný, chudý a opomíjený, s výjimkou okruhu přátel, kteří obdivovali jeho genialitu. Jen pro stovky jeho písní - včetně strhujícího cyklu Winterreise, který nikdy nepustí svou houževnatou moc nad zpěváky a posluchači - je Schubert ústředním prvkem našeho koncertního života… Několik prvních Schubertových symfonií je možná nedokončeným dílem. Ale Nedokončená a zejména Velká symfonie C dur jsou ohromující. Druhá jmenovaná otevírá cestu Brucknerovi a předznamenává Mahlera."

### Hudební pocty Schubertovi

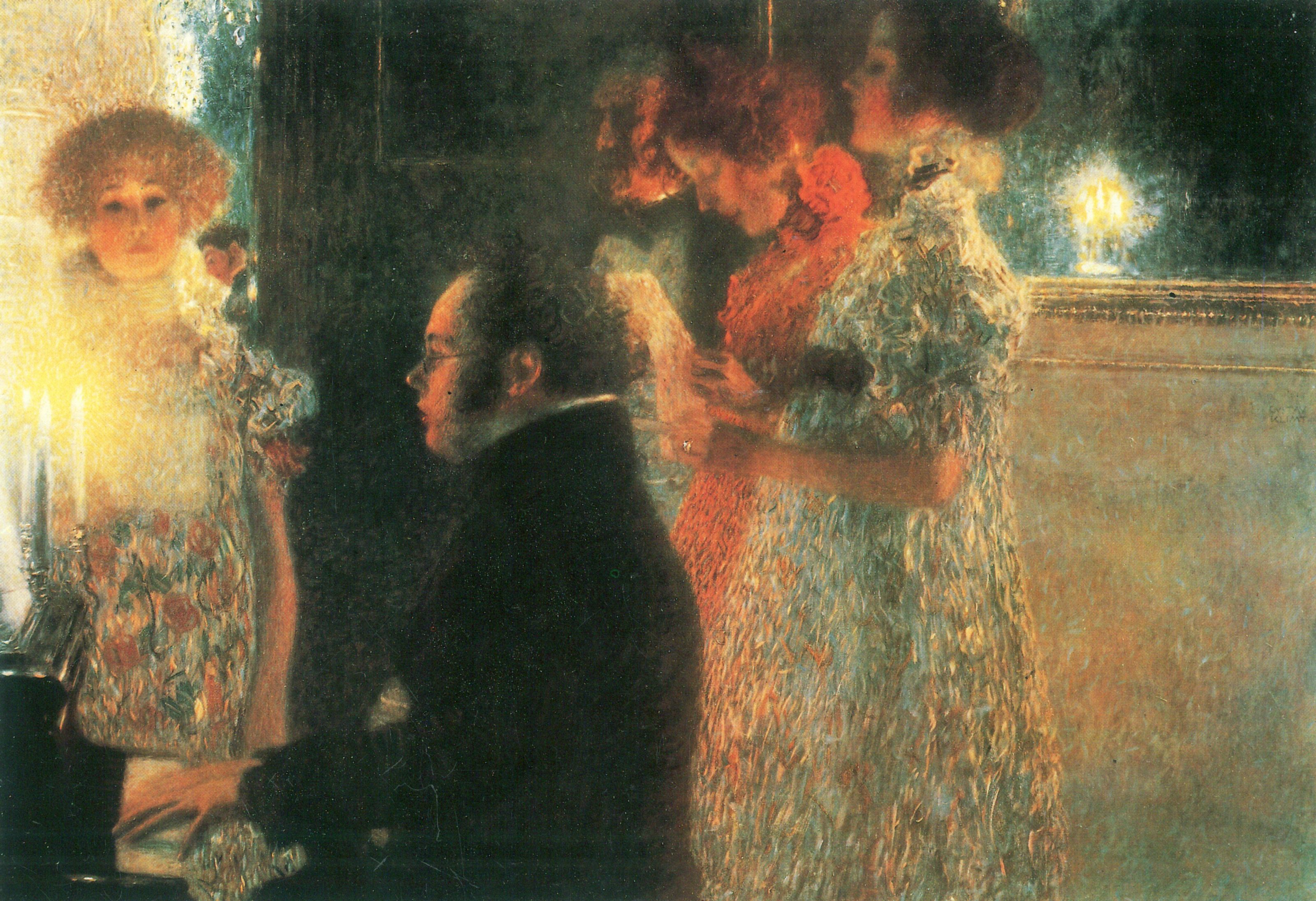
Schubert u klavíru od Gustava Klimta (1899)

Od 30. do 70. let 19. století Franz Liszt přepsal a upravil několik Schubertových děl, zejména písní. Liszt, který se po Schubertově smrti významně zasloužil o šíření jeho díla, o něm prohlásil, že je "nejpoetičtějším hudebníkem, jaký kdy žil". Schubertovy symfonie zajímaly zejména Antonína Dvořáka. Vliv symfonie Velká C dur přiznali i Hector Berlioz a Anton Bruckner. Byl to právě Robert Schumann, kdo na rukopis symfonie Velká C dur upozornil v roce 1838 ve Vídni Mendelssohna, který dirigoval první provedení symfonie v podstatně zkrácené verzi v Lipsku v roce 1839. Ve 20. století Schuberta obhajovali nebo mu v některých svých dílech vzdali hold skladatelé jako Richard Strauss, Anton Webern, Benjamin Britten, George Crumb a Hans Zender. Britten, vynikající klavírista, doprovázel mnoho Schubertových písní a provedl řadu sólových klavírních skladeb i duetů.
Německá elektronická hudební skupina Kraftwerk má na svém albu z roku 1977 Trans-Europe Express instrumentální skladbu s názvem Franz Schubert.

### Připomínky
V roce 1897 bylo 100. výročí Schubertova narození v hudebním světě připomínáno festivaly a představeními věnovanými jeho hudbě. Ve Vídni se konalo deset dní koncertů a císař František Josef I. pronesl projev, v němž uznal Schuberta za tvůrce umělecké písně a jednoho z nejoblíbenějších synů Rakouska. V Karlsruhe byla poprvé uvedena jeho opera Fierrabras.
V roce 1928 se v Evropě a Spojených státech konal Schubertův týden u příležitosti stého výročí skladatelova úmrtí. Jeho díla se hrála v kostelech, koncertních síních a na rozhlasových stanicích. Byla vyhlášena soutěž s hlavní cenou 10 000 dolarů, sponzorovaná společností Columbia Phonograph Company, o „originální symfonická díla prezentovaná jako apoteóza Schubertova lyrického génia a věnovaná jeho památce“. Vítězným dílem se stala šestá symfonie Kurta Atterberga.

### Ve filmu a televizi
Schubert se objevil jako postava v několika filmech, včetně Schubert's Frühlingstraum (1931), Leise flehen meine Lieder (1933), Sérénade (1940), The Great Awakening (1941), Seine einzige Liebe (1947), Franz Schubert – Ein Leben in zwei Sätzen (1953), Das Dreimäderlhaus (1958) a Mit meinen heißen Tränen (1986). Schubertova hudba zazněla také v mnoha filmech, včetně Fantazie od Walta Disneye (1940), kde zazněla Ave Maria (D. 839); a životopisný film Carrington (1995), v němž zazní druhá věta Smyčcového kvintetu C dur (D. 956), a také anglická verze The Adventures of Milo and Otis (1989), která obsahuje Serenádu a Auf dem Wasser zu singen (D. 774).
Schubertův Smyčcový kvartet č. 15 in G se výrazně objevuje ve filmu Woodyho Allena Zločiny a poklesky (1989). Klavírní kvintet A dur, D. 667 („Pstruh“) zaznívá ve filmu Guye Ritchieho Sherlock Holmes: Hra stínů z roku 2011. Hudba Smyčcového kvartetu č. 14 d moll, "Smrt a dívka", se často používá k doprovodu dokumentů nebo filmů, zejména stejnojmenného filmu Romana Polanského z roku 1994.
O Schubertově životě natočil Christopher Nupen dokumentární film Franz Peter Schubert: The Greatest Love and the Greatest Sorrow (1994), a v dokumentu Schubert - The Wanderer od Andráse Schiffa a Mischy Scorerové (1997), oba natočené pro BBC.

### Další uznání
Po Schubertovi je v současnosti (2015) pojmenován pár mezinárodních vlaků railjet (74/75) společností České dráhy a ÖBB v trase: Praha–Brno–Wien – Bruck an der Mur – Graz a zpět.